# Бизнес-процесс
Бизнес-процесс — это совокупность взаимосвязанных задач и мероприятий, направленных на достижение определенной цели или результата в рамках организации. Бизнес-процессы могут включать как производственные, так и административные функции и являются основой эффективного функционирования предприятия. Правильное управление и оптимизация бизнес-процессов позволяет значительно улучшить производительность, качество, гибкость, прозрачность и управляемость предприятия. Использование современных методов и инструментов анализа и автоматизации бизнес-процессов помогает достигать высоких результатов и обеспечивать конкурентоспособность на рынке.

## Определение и основные понятия
Бизнес-процесс можно определить как последовательность шагов или действий, выполняемых в определенной последовательности для достижения конкретного результата. Эти процессы могут быть простыми, включающими несколько шагов, или сложными, с множеством взаимодействий и зависимостей.
Основные понятия, связанные с бизнес-процессами:
- Вход: ресурсы или информация, необходимые для выполнения процесса.
- Выход: результат или продукт, создаваемый процессом.
- Процесс: совокупность действий или шагов, выполняемых для преобразования входов в выходы.
- Участники: люди или системы, участвующие в выполнении процесса.

## Виды бизнес-процессов
Бизнес-процессы можно классифицировать на:
- Основные процессы: создают основную ценность для клиента (например, производство продукта, оказание услуги).
- Вспомогательные процессы: поддерживают основные процессы (например, управление персоналом, бухгалтерия).
- Управляющие процессы: направлены на координацию и контроль основных и вспомогательных процессов (например, стратегическое планирование, управление качеством).

## Управление бизнес-процессами
Управление бизнес-процессами (BPM, Business Process Management) — это подход, направленный на улучшение эффективности и гибкости процессов в организации. Основные этапы управления бизнес-процессами:
- Идентификация: определение и документирование текущих процессов.
- Анализ: оценка эффективности и выявление проблемных областей.
- Моделирование: создание моделей текущих и будущих процессов.
- Внедрение: реализация улучшенных процессов.
- Мониторинг: постоянный контроль и оценка эффективности процессов.

Бизнес-процесс начинается со спроса потребителя и заканчивается его удовлетворением. Процессно-ориентированные организации стараются устранять барьеры и задержки, возникающие на стыке двух различных подразделений организации при выполнении одного бизнес-процесса.
Бизнес-процессы должны быть построены таким образом, чтобы создавать стоимость и ценность для потребителей и исключать любые необязательные или вовсе лишние активности. На выходе правильно построенных бизнес-процессов увеличиваются ценность для потребителя и рентабельность (меньшая себестоимость производства товара или услуги).
При внедрении процессного подхода в организации происходят:
- Повышение эффективности: улучшаются использование ресурсов и уменьшаются затраты.
- Изменение гибкости: в случае правильного внедрения гибкость увеличивается, и появляется возможность быстрого реагирования на изменения в окружающей среде. Однако в случаях неправильного или неудачного внедрения гибкость может снижаться.
- Рост прозрачности деятельности организации: руководство и все сотрудники получают понимание процессов и возможность их контроля.

Внедрение процессного подхода требует затрат финансов и времени, требуются инвестиции в технологии и обучение.
При внедрении процессного подхода часто происходит «сопротивление изменениям»: сотрудники по различным причинам могут препятствовать увеличению прозрачности.

## Моделирование бизнес-процессов
Моделирование бизнес-процессов — это создание визуальных или текстовых моделей, которые описывают структуру и динамику процессов. Модели помогают понять и анализировать текущие процессы, а также разрабатывать новые, более эффективные.
Для визуализации бизнес-процессов часто применяются различные графические нотации в форме различных модификаций блок-схем, среди применяемых для моделирования бизнес-процессов — BPMN (функциональная последовательность работ), EPC (событийная последовательность работ), IDEF0 — логическая последовательность работ.
Бизнес-процессы могут подвергаться различному анализу в зависимости от целей моделирования. Анализ бизнес-процессов может применяться при бизнес-моделировании, функционально-стоимостном анализе, формировании организационной структуры, реинжиниринге бизнес-процессов, автоматизации технологических процессов.
Одним из методов анализа текущей деятельности является составление модели бизнес-процесса «как есть» (as is). После этого модель бизнес-процесса подвергается критическому анализу или обрабатывается специальным программным обеспечением. По результатам анализа формируется модель бизнес-процесса «как будет» (to be) и план мероприятий по внедрению необходимых изменений.
Бизнес-процесс может быть декомпозирован на несколько подпроцессов, процедур и функций, которые имеют собственные атрибуты, однако также направлены на достижение цели основного бизнес-процесса. Такой анализ бизнес-процессов обычно включает в себя составление карты бизнес-процесса и его подпроцессов, разнесенных между определёнными уровнями активности.

## Автоматизация бизнес-процессов
Автоматизация бизнес-процессов предполагает использование информационных технологий для выполнения рутинных задач и повышения эффективности процессов. Это может включать использование специализированного программного обеспечения, таких как системы ERP (Enterprise Resource Planning) и CRM (Customer Relationship Management).

## Методы и инструменты анализа
Для анализа бизнес-процессов используются различные методы и инструменты, включая:
- SWOT-анализ: оценка сильных и слабых сторон, возможностей и угроз.
- Диаграммы потоков: визуальное представление процессов.
- Методы моделирования: BPMN (Business Process Model and Notation), UML (Unified Modeling Language).

## Примеры бизнес-процессов
Некоторые примеры бизнес-процессов включают:
- Производственный процесс: от закупки сырья до доставки готовой продукции клиенту.
- Процесс найма персонала: от объявления вакансии до приема нового сотрудника на работу.
- Процесс обслуживания клиентов: от получения запроса до разрешения проблемы клиента[5].